# Hot Dry Rocks
Hot dry rock (HDR) (Гаряча суха порода) є багатим джерелом геотермальної енергії, доступної для використання. Величезний запас теплової енергії міститься в гарячих - але по суті - сухих - непроникних кристалічних фундаментних породах, знайдених майже скрізь глибоко під земною поверхнею. Концепція вилучення корисної геотермальної енергії з HDR виникла в Лос-Аламоській національній лабораторії в 1970 році, а дослідники лабораторії отримали Патент США на це технічне рішення.

## Загальний опис
Hot Dry Rocks часто плутають з відносно обмеженим гідротермальним ресурсом, що вже комерціалізується в значній мірі. Геотермальна енергія HDR дуже відрізняється. Тоді як виробництво гідротермальної енергії може використовувати тільки гарячі рідини, які вже існують у земній корі, система HDR (що складається з резервуара HDR з високим тиском, свердловин, пробурених з поверхні, та наземних насосів для ін'єкцій та пов'язаних з ними водопровідної системи) відновлює тепло від Землі але сухі області через замкнуту циркуляцію рідини під тиском. Ця рідина, введена з поверхні під високим тиском, відкриває вже існуючі пори і тріщини в гірській породі, створюючи штучний резервуар, розмір якого може досягати кубічного кілометра. Рідина, що вводиться в резервуар, поглинає теплову енергію з високотемпературних поверхонь гірських порід і потім служить носієм для транспортування тепла до поверхні для практичного використання.

## Планування та контроль
Оскільки резервуар утворюється внаслідок тиску, пружна реакція навколишньої породної маси призводить до області щільно-стислої, герметизованої породи на периферії, що робить резервуар HDR повністю замкнутим і утриманим. Таким чином, такий резервуар повністю сконструйований, оскільки фізичні характеристики (розмір, глибина, на якій він створений), а також робочі параметри (тиск нагнітання і випуску, температура виробництва і т.д.) можуть бути попередньо сплановані і ретельно контролюватися.

## Буріння і наддув
Розроблена система геотермальної енергії HDR за допомогою звичайного буріння для доступу до області глибокої, гарячої породи . Обрана область не містить відкритих розломів або з'єднань, ізольована секція першої свердловини знаходиться під тиском на рівні, достатньому для того, щоб створити (розвинути) пори і тріщини у гірському масиві. При безперервному нагнітанні (гідравлічна стимуляція) створюється дуже велика область стимульованої породи (резервуар HDR), що складається з взаємопов'язаного масиву шляхів спільного потоку в масиві гірських порід. Відкриття цих шляхів протікання викликає рух флюїду. Аналіз цих сигналів дає інформацію про розташування та розміри розробленого резервуара.

## Видобувні свердловини
Як правило, резервуар HDR формується у формі еліпсоїда, його найдовша вісь ортогональна до найменшого значення гірничого тиску. Цей стимульований тиском регіон потім отримує доступ до двох виробничих свердловин, пробурених для перетину резервуара HDR поблизу подовжених кінців стимульованого регіону. У більшості випадків початкова свердловина стає нагнітальною свердловиною для системи з циркуляцією під тиском з трьома свердловинами.

## Функціонування
При роботі рідина впорскується під тиском, достатньо високим для того, щоб утримувати відкриту взаємопов'язану мережу пор і тріщин для ефективної циркуляції рідини через резервуар HDR з високою швидкістю. Під час експлуатації  тиск ін'єкції підтримується трохи нижче критичного рівня, що призведе до подальшої стимуляції тиску навколишньої породної маси, щоб максимізувати виробництво енергії, обмежуючи подальший ріст резервуарів.

## Продуктивність
Об'єм новоствореного порового простору у резервуарі HDR значно менше 1% від об'єму стимульованої тиском гірської маси. Оскільки нові пори і тріщини продовжують розширювати тиск, загальний імпеданс потоку через резервуар стає дуже низьким, що призводить до високої термічної продуктивності.